# Насу но Йоїті

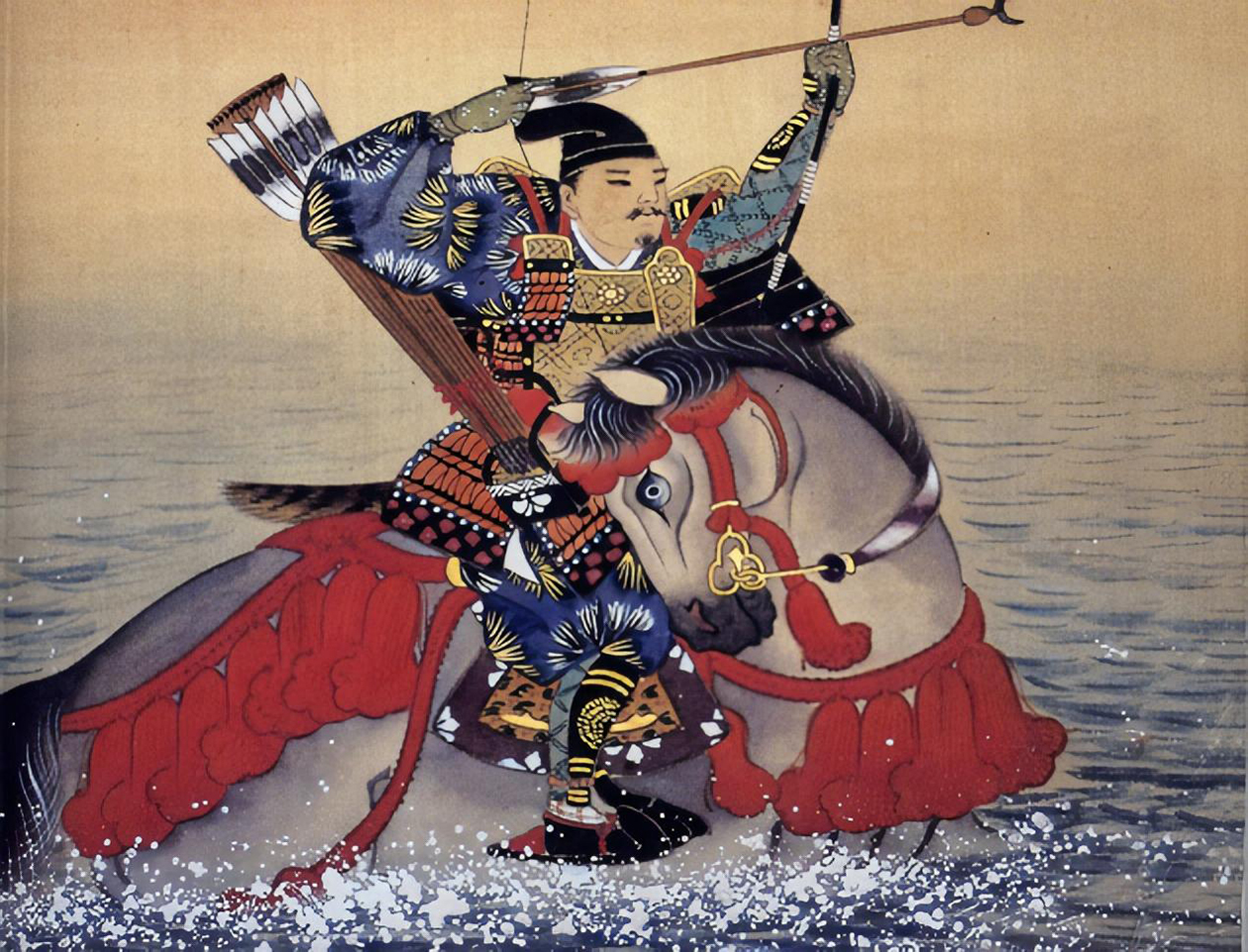
Насу но Йоїті цілиться у вороже віяло в битві при Ясімі

На́су но Йо́їті (那須与一, なすのよいち, МФА: [nasu no jo.it͡ɕi̥]; 1169 (?) —1232 (?)) — японський полководець кінця 12 — початку 13 століття. Походив з роду Насу, володарів повіту в провінції Сімоцуке. Майстер стрільби з лука. Брав участь у війні родів Тайра і Мінамото на боці останніх. Відзначився в битві при Ясімі (1185). Так, згідно з описом «Повісті про дім Тайра» під час бою одним пострілом збив віяло зі штандарту противника. Після війни керував провінцією Сімоцуке. У зв'язку зі смертю  сьоґуна Мінамото но Йорітомо прийняв чернечий постриг.